# Tarakan
Tarakan är en stad på ön Pulau Tarakan i östra Borneo i Indonesien. Den ligger i provinsen Kalimantan Utara och har cirka 270 000 invånare.